# La Torrecilla, Mexiko
La Torrecilla är en ort i Mexiko.   Den ligger i kommunen Manuel Doblado och delstaten Guanajuato, i den centrala delen av landet, 300 km väster om huvudstaden Mexico City. La Torrecilla ligger 1 748 meter över havet och antalet invånare är 299.
Terrängen runt La Torrecilla är kuperad söderut, men norrut är den platt. Runt La Torrecilla är det ganska glesbefolkat, med 45 invånare per kvadratkilometer. Närmaste större samhälle är Ciudad Manuel Doblado, 11,7 km nordväst om La Torrecilla. I omgivningarna runt La Torrecilla växer huvudsakligen savannskog.